# Delaney Jane
Delaney Jane Barth (Toronto, 17 aprile 1993) è una cantante canadese.

## Biografia
Delaney Jane è salita alla ribalta nel 2014, anno in cui ha iniziato a dare la voce alle canzoni di vari DJ. Dopo aver realizzato alcune collaborazioni con Shaun Frank, l'ha seguito in tournée in Canada e Indonesia.
Nel 2016 è uscito il suo primo singolo come artista principale, Easy Go, realizzato insieme al DJ Grandtheft. È stato certificato disco d'oro dalla Music Canada con oltre 40.000 unità vendute a livello nazionale. Il suo singolo del 2018 Bad Habits ha invece ricevuto un disco di platino, sempre in Canada. L'album di debutto della cantante, Dirty Pretty Things, è uscito nell'autunno del 2019.

## Discografia

### Album in studio
- 2019 – Dirty Pretty Things

### Singoli
- 2016 – Easy Go (con Grandtheft)
- 2017 – Howl
- 2018 – Hotel Room
- 2018 – Bad Habits
- 2018 – L.U.I.
- 2018 – Psycho
- 2019 – Throwback (con Shaun Frank)
- 2019 – You're So Last Summer
- 2019 – Red
- 2019 – Hello My Loneliness (con Call Me Karizma)
- 2019 – Safe with You

#### Come featuring
- 2014 – This Could Be Love (Borgeous & Shaun Frank feat. Delaney Jane)
- 2014 – In My Hands (Lush & Simon feat. Delaney Jane)
- 2014 – Playing with Fire (Estiva & Skouners feat. Delaney Jane)
- 2015 – Ready for the World (Dave Till & Henry Johnson feat. Delaney Jane)
- 2015 – The Other Side (Noue & Mark & Prince feat. Delaney Jane)
- 2015 – Air (Dzeko & Torres feat. Delaney Jane)
- 2015 – L'amour toujours (Dzeko & Torres feat. Delaney Jane)
- 2015 – Time Is on Your Side (Stadiumx & Dzasko feat. Delaney Jane)
- 2015 – Heaven (Shaun Frank & KSHMR feat. Delaney Jane)
- 2015 – Shades of Grey (Oliver Heldens & Shaun Frank feat. Delaney Jane)
- 2015 – Still Waiting (Hunter Siegel feat. Delaney Jane)
- 2016 – La La Land (DVBBS & Shaun Frank feat. Delaney Jane)
- 2016 – Another Life (Stadiumx, Baha & Markquis feat. Delaney Jane)
- 2016 – Reckless (Burak Yeter feat. Delaney Jane)